# Auce (rivière)
Pour les articles homonymes, voir Auce.

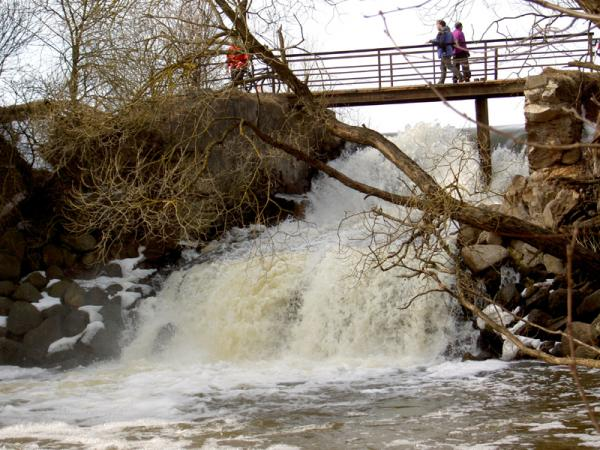
Chute d'eau du moulin de Bēne.

L'Auce est une rivière de Lettonie qui prend sa source près de Lielauce et traverse les novads de Auce, Dobele, Tervete et Jelgava, avant de se jeter dans la Svēte non loin de la ville de Jelgava. Elle fait partie du bassin versant de la Lielupe
A Bene, la rivière forme un étang artificiel nommé Bēnes ezers, crée au XIXe siècle afin de faire fonctionner le moulin du pagasts, avec la chute d'eau de 8 m de haut et le bassin de 24,6 ha, de 4,5 m de profondeur. On y trouve le brochet, la perche, le gardon, la tanche, la brème, le carassin et l'anguille. C'est également un lieu de baignade.
Un second bassin, Dimzu ūdenskrātuve (11,4 ha), se trouve à Penkule et un troisième, Kroņauces dzirnavezers (13,6 ha), à Kroņauce dans le pagasts de Tērvete.